# Robert Friedmann
Robert Friedmann (* 15. Februar 1888 in Hamburg; † 10. September 1940 in Jerusalem) war ein deutscher Architekt. Friedmann gehörte zu den Mitgliedern der Hamburger Schule um den einflussreichen Oberbaudirektor Fritz Schumacher und war ein wichtiger Vertreter des reformierten Kleinwohnungsbaus in der Hansestadt. Seine Bauformen sind dem Neuen Bauen zuzuordnen.

## Leben
Gemeinsam mit seinen drei Brüdern und seinen Eltern, dem Bankier William Friedmann und dessen Ehefrau Julie Friedmann geborene Lorch, wuchs Robert Friedmann in Hamburg-Harvestehude auf. Nach dem Abitur am Hamburger Johanneum machte Robert Friedmann 1906 ein Praktikum in einem Baugeschäft in Lübeck. Wohl durch die in Lübeck diskutierten Entwürfe von Martin Dülfer für das neue Lübecker Stadttheater beeindruckt, entschied sich Friedmann für ein Studium der Architektur. Er studierte zunächst an der Technischen Hochschule Hannover und der Technischen Hochschule München, bevor er 1909 für vier weitere Semester an die Technische Hochschule Dresden wechselte, wo er 1911 den akademischen Grad eines Diplom-Ingenieurs erwarb. Seine Lehrer in Dresden waren u. a. Martin Dülfer, German Bestelmeyer und Cornelius Gurlitt.
Während des Ersten Weltkriegs kam Friedmann erstmals nach Palästina, wo er mit türkischen Truppen gegen die Briten kämpfte. Nach seiner Rückkehr eröffnete er 1922/1923 ein eigenes Architekturbüro in Hamburg. Neben Wohnhäusern für Hamburger Kaufleute war er ab Mitte der 1920er Jahre an den großen Wohnsiedlungsbauvorhaben Hamburgs in der Jarrestadt, in Hamm-Süd oder am Dulsberg beteiligt, die unter der städtebaulichen Leitung von Oberbaudirektor Fritz Schumacher entstanden – vor dem Hintergrund der damals drängenden Kleinwohnungsfrage. Schließlich stammt der bedeutendste noch vorhandene jüdische Sakralbau der Weimarer Republik von Robert Friedmann und seinem Architektenkollegen Felix Ascher. Der Israelitische Tempel an der Oberstraße diente von 1931 bis 1938 dem Israelitischen Tempelverband in Hamburg als Synagoge und wird heute vom NDR genutzt.
Aufgrund seiner jüdischen Herkunft sah sich Friedmann gezwungen, ab 1933 in Palästina und damit im Exil zu bleiben, wo er sich ursprünglich von seinem chronischen Asthma erholen wollte. In Palästina konnte er nicht mehr an die Erfolge der Hamburger Zeit anknüpfen. Nach einigen kleineren Bauprojekten starb Friedmann 1940 in Jerusalem.
In Hamburg erinnert seit 1979 die Straße Friedmannbogen in Nettelnburg, einem Ortsteil von Bergedorf, an den Architekten.

## Werk
Für die Wohnungsbauprojekte in Hamburg verwendete Friedmann als Fassadenmaterial den auch von Fritz Schumacher bevorzugten und für die Neubaugebiete festgelegten Backstein, den er für die Gestaltung zahlreicher Flächenornamente nutzte. Sein besonderes Engagement galt der Reformierung des Klein- bzw. Kleinstwohnungsbaus. Die Musterzimmer für Kleinstwohnungen mit einer Fläche von teilweise nur 40 m² waren durchrationalisiert und zeichneten sich durch Einfachheit und Schlichtheit sowie eine hohe Funktionalität aus.
Mit der monumentalen und innen wie außen sehr streng gestalteten Synagoge an der Oberstraße in Hamburg wendeten sich Friedmann und Ascher von der vorangegangenen, im Historismus verhafteten Tradition des Synagogenbaus ab. Obgleich modern, ist dieser Bau aufgrund seiner Monumentalität aber nicht dem Neuen Bauen zuzuordnen.

## Bauten und Entwürfe
- um 1923: Fassadengestaltung für die Kunsthandlung Daum in Hamburg, Große Theaterstraße 10/12
- 1924–1928: Großwohnhäuser der Stadtpark-Baugesellschaft in Hamburg-Winterhude
- 1925–1926, 1928: siegreicher Wettbewerbsentwurf mit dem Motto „Hanseat“
- 1926: Bauten des Vereins für Wohnungsbau in Osterbrock
- 1927: Großwohnhäuser am Dobbelersweg in Hamburg
- 1927: eigenes Wohnhaus „Villa Haag“ in Hamburg-Winterhude
- 1927: Wettbewerbsentwurf für das Staatsgelände am Dulsberg in Hamburg (3. Preis und Ausführung)
- 1928: Großwohnhaus für Heinrich Levy in Hamburg
- 1931: Israelitischer Tempel an der Oberstraße in Hamburg
- 1933: Wettbewerbsentwurf „Haus des Ingenieurs“ (zusammen mit Josef Klarwein, prämiert mit dem 1. Preis, nicht ausgeführt)
- 1936: Haus Salomon auf dem Berg Carmel in Haifa
- 1939: siegreicher Wettbewerbsentwurf für eine Synagoge in Talpiot (zunächst nur unteres Geschoss fertiggestellt)
- 1940: Polizeistationen Tegart-Forts (zusammen mit anderen Architekten)

## Schriften
- Robert Friedmann. (= Neue Werkkunst) F. E. Hübsch, Berlin / Leipzig / Wien 1930. (mit einer Einleitung von Herbert Eulenberg; erweiterte Neuauflage 2000)